# ایبوکی یوشیدا
ایبوکی یوشیدا (ژاپنی: 吉田 伊吹؛ زادهٔ ۱ نوامبر ۱۹۹۷) یک بازیکن فوتبال اهل ژاپن است.
از باشگاه‌هایی که در آن بازی کرده‌است می‌توان به باشگاه فوتبال ناگانو پارسیرو اشاره کرد.